# Charlie Savage
Charlie Savage, né le 2 mai 2003 à Leicester, est un footballeur international gallois qui évolue au poste de milieu défensif au Reading FC.

## Biographie
Né à Leicester, Savage est le fils de l'ancien footballeur international gallois Robbie Savage, dont il marche sur les traces en rejoignant le centre de formation de Manchester United à l'age de 9 ans dont il effectuera toute sa formation,,,.

### Carrière en club
Charlie Savage fait ses débuts professionnels le 8 décembre 2021, remplaçant le champion du monde Juan Mata lors du dernier match de poule de Manchester United en Ligue des champions, contre les Young Boys. Lors de cette rencontre où United est déjà qualifié pour les huitièmes et sûr d'être premier de son groupe, le nouvel entraineur Ralf Rangnick se prête à une vaste revue d'effectif. Savage fait ainsi partie d'un groupe de jeunes qui découvrent la compétition européenne — à l'image de Teden Mengi, Zidane Iqbal ou Shola Shoretire : entrant en jeu alors que le score est de 1 partout, ils permettent à leur équipe d'obtenir un match nul symbolique à  Old Trafford.
Le 27 janvier 2023, il est prêté à Forest Green Rovers. Après avoir joué 6 mois à Forest Green Rovers pour 15 match et 1 buts, le 22 juillet 2023, il rejoint le Reading FC avec un contrat de 4 ans et quitte son club formateur de Manchester United.

### Carrière en sélection
Savage est international gallois en équipes de jeunes, prenant notamment part au deuxième tour des qualifications (en) à l'euro junior — finalement annulé à cause du covid — avec les moins de 17 ans, avant de connaitre également la sélection des moins de 18 ans,. 
En août 2021, il est appelé avec les moins de 19 ans, marquant son premier but lors d'une défaite 3-2 contre l'Autriche.
En octobre 2023, Savage est convoqué pour la première fois en équipe nationale A du pays de Galles par le sélectionneur Rob Page. Le 11 octobre 2023, il fait ses débuts internationaux en étant titularisé contre Gibraltar lors d'un succès 4-0 en match amical –, sous les yeux de son père présent dans les tribunes, qui a également été international gallois.

## Statistique
| Saison                | Club                  | Championnat           | Championnat | Championnat | Coupe nationale | Coupe nationale | Coupe de la Ligue | Coupe de la Ligue | Compétition(s) continentale(s) | Compétition(s) continentale(s) | Compétition(s) continentale(s) | Total | Total |
| Saison                | Club                  | Division              | M.          | B.          | M.              | B.              | M.                | B.                | Comp.                          | M.                             | B.                             | M.    | B.    |
| 2021-2022             | Manchester United     | Premier League        | 0           | 0           | 0               | 0               | 0                 | 0                 | C1                             | 1                              | 0                              | 1     | 0     |
| 2022-2023             | Forest Green Rovers   | League Two            | 15          | 1           | 0               | 0               | 0                 | 0                 | -                              | -                              | -                              | 15    | 1     |
| 2023-2024             | Reading FC            | League One            | 0           | 0           | 0               | 0               | 0                 | 0                 | -                              | -                              | -                              | 0     | 0     |
| Total sur la carrière | Total sur la carrière | Total sur la carrière | 15          | 1           | 0               | 0               | 0                 | 0                 | -                              | 1                              | 0                              | 16    | 1     |